# Turkije op de Olympische Zomerspelen 1936
Turkije nam deel aan de Olympische Zomerspelen 1936 in Berlijn, Duitsland. Voor het eerst in de historie wist het medailles te winnen. De allereerste Turkse gouden medaille komt op naam van de worstelaar Yaşar Erkan.

## Medailles

### 1Goud
- Yaşar Erkan — worstelen, mannen Grieks-Romeins vedergewicht

### 3Brons
- Ahmet Kireççi — worstelen, mannen vrije stijl middengewicht

Afghanistan · Argentinië · Australië · België · Bermuda · Bolivia · Brazilië · Brits-Indië · Bulgarije · Canada · Chili · Colombia · Costa Rica · Denemarken · Duitsland · Egypte · Estland · Filipijnen · Finland · Frankrijk · Griekenland · Groot-Brittannië · Hongarije · IJsland · Italië · Japan · Joegoslavië · Letland · Liechtenstein · Luxemburg · Malta · Mexico · Monaco · Nederland · Nieuw-Zeeland · Noorwegen · Oostenrijk · Peru · Polen · Portugal · Republiek China · Roemenië · Tsjecho-Slowakije · Turkije · Uruguay · Verenigde Staten · Zuid-Afrika · Zweden · Zwitserland